# Ермініо Ідальго
Ермініо Ідальго (ісп. Herminio Hidalgo; нар. 30 березня 1962) — панамський борець вільного та греко-римського стилів, срібний призер чемпіонату Центральної Америки, чемпіон та срібний призер Боліваріанських ігор у вільній боротьбі, срібний призер Панамериканського чемпіонату, срібний призер Панамериканських ігор, срібний призер Боліваріанських ігор у греко-римській боротьбі, учасник Олімпійських ігор у змаганнях з обох видів боротьби.

## Спортивні результати на міжнародних змаганнях

### Виступи на Олімпіадах
| Змагання                    | Збірна | Вагова категорія                 | Місце                        |
| --------------------------- | ------ | -------------------------------- | ---------------------------- |
| Літні Олімпійські ігри 1988 | Панама | вільна боротьба, до 68 кг        | вибув після 4 раунду в групі |
| Літні Олімпійські ігри 1988 | Панама | греко-римська боротьба, до 68 кг | вибув після 5 раунду в групі |

### Виступи на Панамериканських чемпіонатах
| Змагання                                   | Збірна | Вагова категорія                 | Місце  |
| ------------------------------------------ | ------ | -------------------------------- | ------ |
| Панамериканський чемпіонат з боротьби 1986 | Панама | греко-римська боротьба, до 68 кг | 4      |
| Панамериканський чемпіонат з боротьби 1986 | Панама | вільна боротьба, до 68 кг        | 4      |
| Панамериканський чемпіонат з боротьби 1992 | Панама | вільна боротьба, до 68 кг        | 4      |
| Панамериканський чемпіонат з боротьби 1998 | Панама | греко-римська боротьба, до 76 кг | Срібло |
| Панамериканський чемпіонат з боротьби 1998 | Панама | вільна боротьба, до 76 кг        | 8      |
| Панамериканський чемпіонат з боротьби 2000 | Панама | греко-римська боротьба, до 76 кг | 7      |
| Панамериканський чемпіонат з боротьби 2000 | Панама | вільна боротьба, до 76 кг        | 6      |

### Виступи на Панамериканських іграх
| Змагання                  | Збірна | Вагова категорія                 | Місце  |
| ------------------------- | ------ | -------------------------------- | ------ |
| Панамериканські ігри 1987 | Панама | вільна боротьба, до 68 кг        | 4      |
| Панамериканські ігри 1987 | Панама | греко-римська боротьба, до 68 кг | Срібло |
| Панамериканські ігри 1991 | Панама | вільна боротьба, до 68 кг        | 10     |
| Панамериканські ігри 1991 | Панама | греко-римська боротьба, до 68 кг | 8      |

### Виступи на Чемпіонатах Центральної Америки
| Змагання                                      | Збірна | Вагова категорія          | Місце  |
| --------------------------------------------- | ------ | ------------------------- | ------ |
| Чемпіонат Центральної Америки з боротьби 1984 | Панама | вільна боротьба, до 68 кг | Срібло |

### Виступи на Центральноамериканських і Карибських іграх
| Змагання                                     | Збірна | Вагова категорія          | Місце |
| -------------------------------------------- | ------ | ------------------------- | ----- |
| Центральноамериканські і Карибські ігри 1982 | Панама | вільна боротьба, до 68 кг | 4     |

### Виступи на Боліваріанських іграх
| Змагання                 | Збірна | Вагова категорія                 | Місце  |
| ------------------------ | ------ | -------------------------------- | ------ |
| Боліваріанські ігри 1985 | Панама | вільна боротьба, до 68 кг        | Золото |
| Боліваріанські ігри 1985 | Панама | греко-римська боротьба, до 68 кг | Срібло |
| Боліваріанські ігри 1997 | Панама | вільна боротьба, до 76 кг        | Срібло |

### Виступи на інших змаганнях
| Змагання                                                             | Збірна | Вагова категорія                 | Місце |
| -------------------------------------------------------------------- | ------ | -------------------------------- | ----- |
| Панамериканський Олімпійський кваліфікаційний турнір з боротьби 1996 | Панама | греко-римська боротьба, до 68 кг | 6     |